# Лорентсен (Франция)
Лорентсен (фр. Lorentzen) — коммуна на северо-востоке Франции в регионе Гранд-Эст (бывший Эльзас — Шампань — Арденны — Лотарингия), департамент Нижний Рейн, округ Саверн, кантон Ингвиллер. До марта 2015 года коммуна административно входила в состав упразднённого кантона Сар-Юньон (округ Саверн).
Площадь коммуны — 7,85 км², население — 211 человек (2006) с тенденцией к стабилизации: 211 человек (2013), плотность населения — 26,9 чел/км².

## Население
Население коммуны в 2011 году составляло 209 человек, в 2012 году — 210 человек, а в 2013-м — 211 человек.
| 1962 | 1968 | 1975 | 1982 | 1990 | 1999 | 2006 | 2008 | 2011 | 2012 | 2013 |
| ---- | ---- | ---- | ---- | ---- | ---- | ---- | ---- | ---- | ---- | ---- |
| 315  | 334  | 278  | 290  | 281  | 265  | 211  | 200  | 209  | 210  | 211  |

Динамика населения:

## Экономика
В 2010 году из 138 человек трудоспособного возраста (от 15 до 64 лет) 102 были экономически активными, 36 — неактивными (показатель активности 73,9 %, в 1999 году — 68,7 %). Из 102 активных трудоспособных жителей работали 87 человек (52 мужчины и 35 женщин), 15 числились безработными (четверо мужчин и 11 женщин). Среди 36 трудоспособных неактивных граждан 1 были учениками либо студентами, 20 — пенсионерами, а ещё 15 — были неактивны в силу других причин.

## Достопримечательности (фотогалерея)

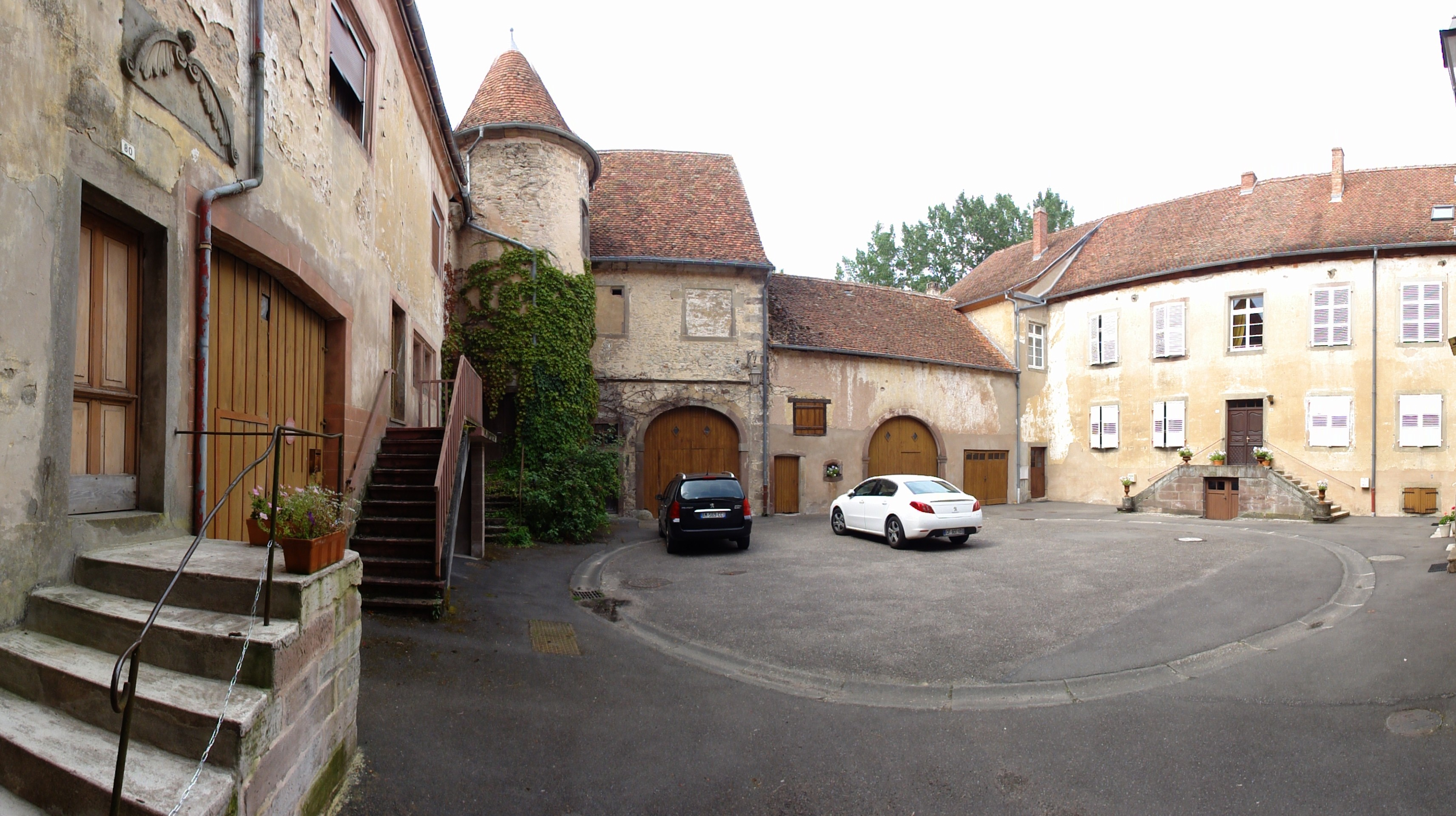
Внутренний двор шато
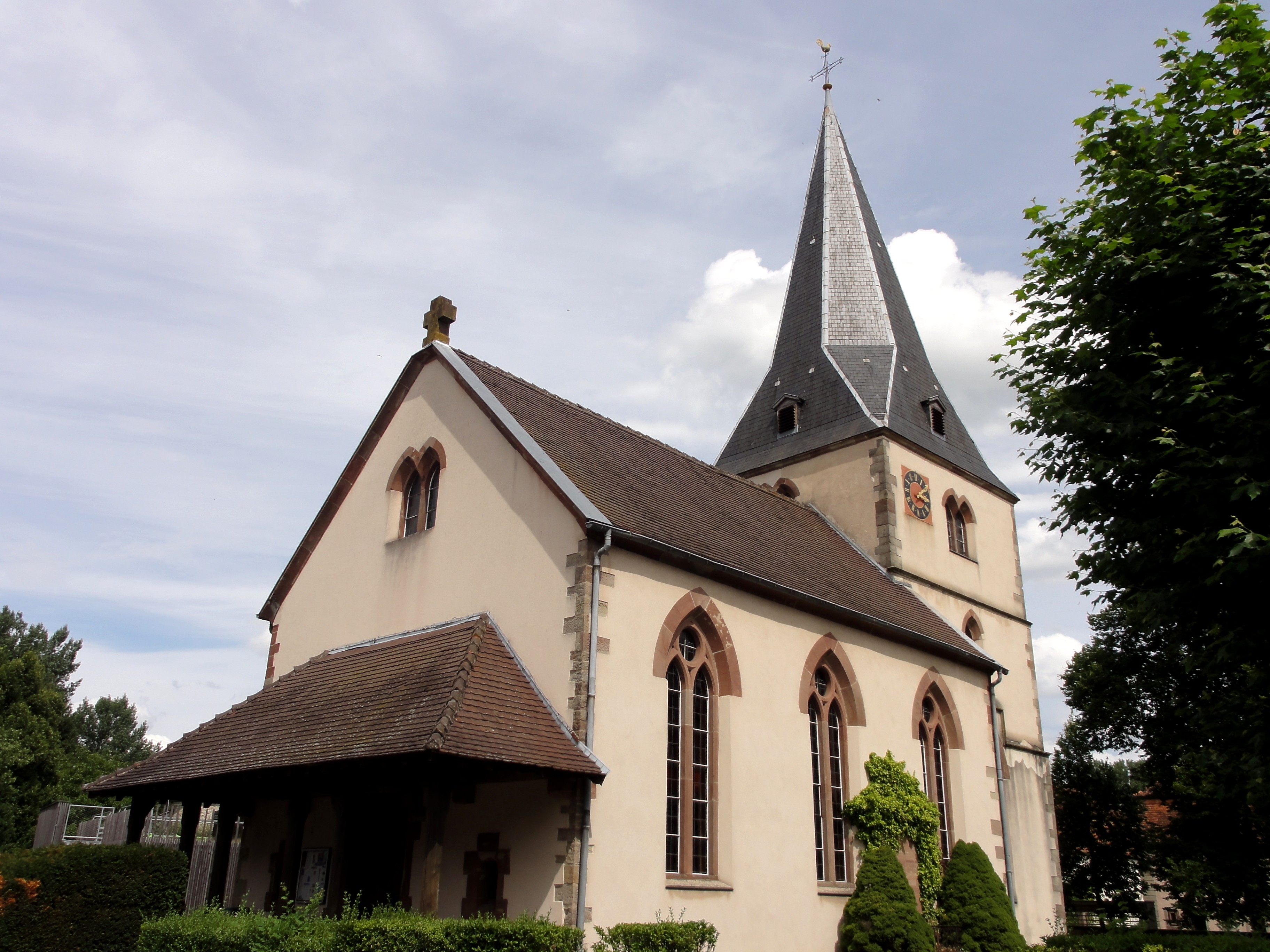
Протестантская церковь
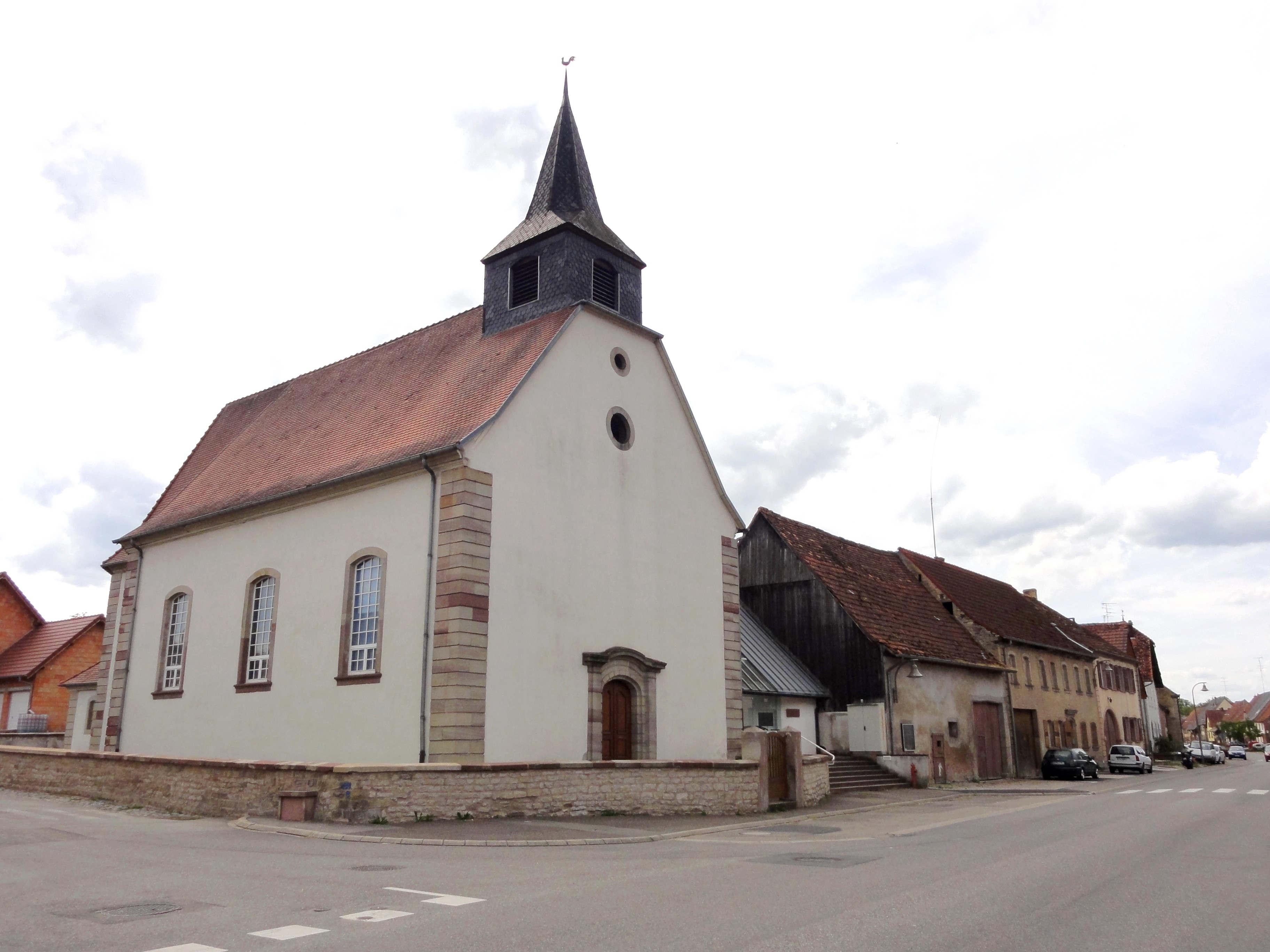
Старая церковь Сен-Лоран